# Пентасеребробарий
Пентасеребробарий — бинарное неорганическое соединение, интерметаллид
серебра и бария
с формулой BaAg5,
кристаллы.

## Получение
- Сплавление стехиометрических количеств чистых веществ:

{\displaystyle {\mathsf {5Ag+Ba\ {\xrightarrow {726^{o}C}}\ Ag_{5}Ba}}}

## Физические свойства
Пентасеребробарий образует кристаллы
гексагональной сингонии, пространственная группа P 6/mmm, параметры ячейки a = 0,5708 нм, c = 0,4636 нм, Z = 1,
структура типа пентамедькальция CaCu5
.
Соединение конгруэнтно плавится при температуре выше 726 °C.